# Dave McClure
Dave McClure é um empreendedor americano, capitalista de risco e investidor anjo, conhecido por ser o fundador da incubadora de empresas 500 Startups.

## Biografia
McClure descreve a si mesmo como "um hillbilly da Virgínia Ocidental", estado americano onde nasceu e cresceu. Seu pai era professor de música, e o próprio Dave tocava piano e violoncelo. Em 1988, McClure formou-se como Bachelor of Science em Engenharia de Ciências Matemáticas na Universidade Johns Hopkins. Seu primeiro emprego foi como consultor de um software de gerenciamento de frotas escrito para Paradox.
Diversos trabalhos como programador eventualmente levaram McClure até a Costa Oeste dos Estados Unidos, onde fundou a Aslan Computing, uma empresa de consultoria em Internet e e-Commerce, em 1994. A empresa foi vendida para a Servinet/Panurgy em janeiro de 1998 e McClure continuou a gerenciá-la até julho de 1999. Nos anos seguintes, trabalhou como consultor e programador em diversas empresas, inclusive Microsoft e Intel. Em 2001, foi contratado pela PayPal como diretor de marketing, onde permaneceu até 2004. Ele realizou a mesma função na empresa Simply Hired em 2005 e 2006.

## Investimentos em Startups
Após deixar a PayPal, Dave agiu como investidor anjo, conselheiro e consultor para mais de quinze startups de Internet na área da Baía de São Francisco. Entre elas, estavam Mint.com, TeachStreet (adquirida pela Amazon), Jambool (adquirida pela Google) e SlideShare. Entre 2006 e 2008, ele ainda trabalhou como consultor para a O'Reilly Media. Em 2007, mesmo ano em que foi professor visitante na Universidade de Stanford, propôs um conjunto de métricas para avaliação de sucesso de startups, conhecido como AARRR.
Entre 2008 e 2010, McClure gerenciou investimentos de capital semente para a Founders Fund. Durante o verão de 2009, participou do fbFund, um programa de incubação e aceleração de startups e aplicativos que utilizavam a plataforma do Facebook, como diretor de investimentos. Além disso, conseguiu notoriedade através de seu blog, o 500 Hats, considerado em 2011 pelo Wall Street Journal um dos 10 blogs mais lidos por capitalistas de risco.

## Angelgate
Em 2010, Dave McClure teve seu nome envolvido no que ficou então conhecido como "Angelgate" (uma brincadeira com "Angel", referindo-se aos investidores anjo, e o conhecido caso Watergate, responsável pela renúncia do presidente americano Richard Nixon). No dia 21 de setembro daquele ano, Michael Arrington, então editor da TechCrunch, publicou um post sobre uma reunião secreta de "por volta de dez dos investidores anjo de maior prestígio no Vale do Silício" no bar Bin 38 em São Francisco.
De acordo com Arrington, esse grupo de investidores, coletivamente responsável por quase 100% dos negócios de startups em estágios iniciais no Vale do Silício, estava se encontrando regularmente para discutir, entre outras coisas, métodos para manter capitalistas de risco tradicionais fora de acordos e impedir novos investidores anjo de entrar no mercado, bem como agir em conjunto para manter valores de investimentos baixos. Arrington teria recebido a informação de dois participantes da reunião, que teriam se sentido extremamente desconfortáveis com esses encontros e só estariam no local para juntar informação, não para participar ativamente. O post causou controvérsia entre vários membros da comunidade de startups no Vale do Silício devido às alegações de conluio e fixação de preços. McClure, em um post em seu blog pessoal, disse ter estado presente na reunião, mas que o propósito era discutir tendências em tecnologia e startups, e chamou o artigo da TechCrunch de "teoria da conspiração de superanjos".
Havia ceticismo sobre a existência de conluio ou se uma possível fixação de preços poderia ser bem-sucedida. No dia 27 de setembro, numa conferência da TechCrunch, Arrington comandou um debate sobre investimentos com alguns dos próprios nomes envolvidos na controvérsia, como Ron Conway, Chris Sacca e o próprio Dave McClure. No entanto, contrariando as expectativas de quem aguardava uma discussão calorosa sobre o assunto, o episódio foi considerado como um "mal-entendido" por Sacca. McClure, conhecido por seu senso de humor, foi ao evento com uma camiseta na qual estava escrito: "I was at Bin 38 and all I got was this lousy valuation" ("Eu estava no Bin 38 e tudo que consegui foi essa droga de valorização").
Apesar de alegações de que o FBI estaria investigando o incidente, não houve nenhuma ação legal movida contra qualquer um dos participantes.

## 500 Startups
Em 2010, McClure fundou, junto a outros ex-empregados da PayPal e Google, a 500 Startups, uma combinação de aceleradora e fundo de capital de risco, cujo escritório principal está localizado no Vale do Silício. Os programas de aceleração deste escritório ocorrem duas vezes por ano, na primavera e no outono. Posteriormente, um outro escritório foi aberto, em São Francisco, com programas no verão e no inverno.
No início de cada programa de aceleração, todas as empresas selecionadas recebem um certo valor de investimento por uma porcentagem da empresa. Deste valor é deduzida a taxa de participação no programa. No verão de 2015, o valor foi de US$ 125 mil por 5% da empresa, com uma taxa de participação de US$ 25 mil; desta forma, cada empresa recebeu um valor líquido de US$ 100 mil como investimento.
A primeira "turma" (fevereiro de 2011) a ser incubada continha 12 startups. O número aumentou para 21 na segunda turma, de junho de 2011, e 34 na terceira,  de outubro de 2011. As startups a participarem do programa de aceleração eram escolhidas por recomendações de empreendedores até 2012, quando a 500 Startups abandonou pela primeira vez o sistema de recomendações e passou a aceitar inscrições de qualquer startup que quisesse participar através da plataforma AngelList.
Em julho de 2015, a empresa havia investido em mais de 800 startups em 50 países.